# شريان وجهي مستعرض
الشريان الوجهي المستعرض هو أحد فروع الشريان الصدغي السطحي ويمر خلال الوجه.